# Šiaulių kraštas
Šiaulių kraštas ist die Tageszeitung des Bezirks Šiauliai und ein Medienunternehmen mit sechs Lokalzeitungen in Litauen. Die Tageszeitung Šiaulių kraštas wird seit 1990 in Šiauliai herausgegeben und erscheint sechs Mal in der Woche in der Stadtgemeinde Šiauliai, Rajongemeinde Šiauliai, Rajongemeinde Radviliškis, Rajongemeinde Akmenė, Rajongemeinde Pakruojis, Rajongemeinde Kelmė, Rajongemeinde Joniškis, Rajongemeinde Mažeikiai und Rajongemeinde Telšiai.  Jede Ausgabe besteht aus 12–20  Seiten. 90 Prozent der Tirage wird an Abonnenten zugestellt.
Bis 1995 war Šiaulių kraštas eine Kreiszeitung (krašto laikraštis).  Die Tirage erreichte früher 25.000 Exemplare (1997). Es gab die Beilage Reklamos laikraštis (Werbungsblatt). Das Unternehmen UAB „Šiaulių kraštas“ mit der Tageszeitung und seinen Lokalzeitungen gehört seit 2000 dem Medienkonzern „Respublikos leidinių grupė“.
Der Chefredakteur ist Vladas Vertelis.

## Lokalzeitungen
Die unterstehenden Zeitungen sind: 
- Biržiečių žodis in Biržai, herausgegeben seit  1945, von 1950 bis 1990 Parteizeitung der Lietuvos komunistų partija (LKP) in Biržai;   11.900 Exemplare (1987)
- Kelmės kraštas
- Mūsų kraštas in Radviliškis, errichtet 1949, bis 1959 Parteizeitung der LKP in Radviliškis;  13.000  Exemplare (1987)
- Pakruojo kraštas
- Sidabrė in Joniškis, herausgegeben seit  1945, von  1950 bis 1990 Parteizeitung der LKP in Joniškis; 9.500  Exemplare (1987)
- Žemaitis (‚Niederlitauer‘) in Plungė und Rietavas,  herausgegeben seit 1948, bis 1950 Zeitung von Bezirk Plungė, von  1950 bis 1990 Parteizeitung der LKP in Plungė; 15.000  Exemplare (1957)